# Нандіта Дас
Нандіта Дас (гінді नंदिता दास, англ. Nandita Das; нар. 7 листопада 1969, Нью-Делі, Індія) — індійська кіноакторка та режисерка. Знімалася у фільмах мовами гінді, малайялам, орія, каннада, урду, раджастані, маратгі, телугу, бенгалі, тамілі та англійською, а також у фільмах Пакистану та Іспанії. Лауреатка кінопремії Індії та міжнародних фестивалів. Кавалерка французького Ордена мистецтв і літератури (2008).

## Життєпис
Як акторка відома ролями у фільмах: «Вогонь» (1996), «Земля» (1998), «Піщана буря» (2000). Як режисерка відома своїм дебютним фільмом «Розлука» (2008), який отримав ряд національних і міжнародних нагород.

## Нагороди та номінації
- Asian First Film Festival
  - 2008, нагорода Swarovski Trophy в категорії «Найкращий сценарій» (за фільм «Розлука»)
- Каїрський міжнародний кінофестиваль
  - 2002, нагорода в категорії «Найкраща акторка» (за фільм Aamaar Bhuv)
- Santa Monica Film Festival
  - 2002, нагорода Мохіе! Award в категорії «Найкраща акторка» (за фільм «Піщана буря»)
- Міжнародний кінофестиваль у Салоніках
  - 2008, нагорода Everyday Life: Transcendence or Reconciliation Award (за фільм «Розлука»)
  - 2008, номінація на нагороду Golden Alexander (за фільм «Розлука»)
- Zee Cine Awards
  - 2002, номінація на Popular Award в категорії «Найкраща акторка» (за фільм «Піщана буря»).